# Brigette Lundy-Paine
Brigette Lundy-Paine (sinh ngày 10 tháng 8 năm 1994) là một diễn viên người Mỹ,được biết đến nhiều nhất qua vai diễn Casey Gardner trong bộ phim truyền hình Atypical của Netflix.

## Cuộc đời
Brigette Lundy-Paine là con của Laura Lundy và Robert Paine (cả hai đều là diễn viên, đạo diễn). Khi Brigette được 2 tuổi, gia đình của họ đã chuyển đến sinh sống tại Alameda, California. Năm 2012, Brigette đã tốt nghiệp trường trung học Encinal High School, và tốt nghiệp trường đại học New York University vào năm 2015. Vào ngày 8 tháng 11 năm 2019, họ đã came out rằng mình là một non-binary và sử dụng đại từ danh xưng "they/them".

## Sự nghiệp
Tính đến  tháng 8 năm 2020, Brigette Lundy-Paine được mô tả là "nổi tiếng" qua vai diễn Casey Gardner trong bộ phim truyền hình Atypical.  Họ cũng là thành viên đồng sáng lập ban nhạc Subtle Pride, cũng như tạp chí Waif Magazine, một ấn phẩm nghệ thuật.
| Năm  | Tên phim                  | Vai diễn      | Liên kết |
| ---- | ------------------------- | ------------- | -------- |
| 2015 | Irrational Man            |               | [ 1 ]    |
| 2017 | The Glass Castle          | Maureen Walls | [ 4 ]    |
| 2017 | Downsizing                |               | [ 5 ]    |
| 2019 | Bombshell                 | Julia Clarke  | [ 6 ]    |
| 2020 | Bill & Ted Face the Music | Billie Logan  | [ 3 ]    |

| Năm      | Tên phim | Vai diễn      | Liên kết |
| -------- | -------- | ------------- | -------- |
| 2017–nay | Atypical | Casey Gardner | [ 2 ]    |